# Glenea oemeoides
Glenea oemeoides là một loài bọ cánh cứng trong họ Cerambycidae.